# 세르모국제연구소
세르모국제연구소(The Sermo Institute of International Studies)는 2019년 6월에 설립된 대한민국의 민간 싱크탱크로서, 스티븐 진우 김 박사가 연구소 소장으로 재직중이다.

## 설립목적
세르모(Sermo)는 라틴어로 말, 이야기, 연설, 토론을 의미하는 단어로, 세르모국제연구소는 한반도를 둘러싼 다양한 국제관계 이슈들을 말하고, 이야기하고, 토론하기 위한 공간을 위해 만들어졌다.
국제안보와 정치외교 이슈들 중 특히 미국과 한반도, 미국과 동북아시아, 북한핵과 세계안보, 북한외교와 세계질서와 관련된 문제들을 깊이 있게 분석하고 있다.
세르모국제연구소는 기존 매체와 연구소들과는 다른 관점에서 참신하고 거시적이며 장기적인 해결책을 모색하는 데 집중하고자 한다.

## 연구물
세르모국제연구소는 정기적으로 이슈 칼럼과 심층 리포트를 발간하여 보다 의미 있는 정치, 외교, 사회적 화두를 제공하고,  활발한 사회적 논의와 올바른 담론이 형성되는데 이바지하고자 한다.
1. SIIS Report : 분기별로 발행되는 리포트
2. SIIS Brief: 비정기적으로 중요한 국제정세 이슈가 발생할 때마다 발행되는 보고서
3. SIIS Column: 국내외 주요 언론매체를 대상으로 정기적으로 칼럼을 배포